# バスガイド

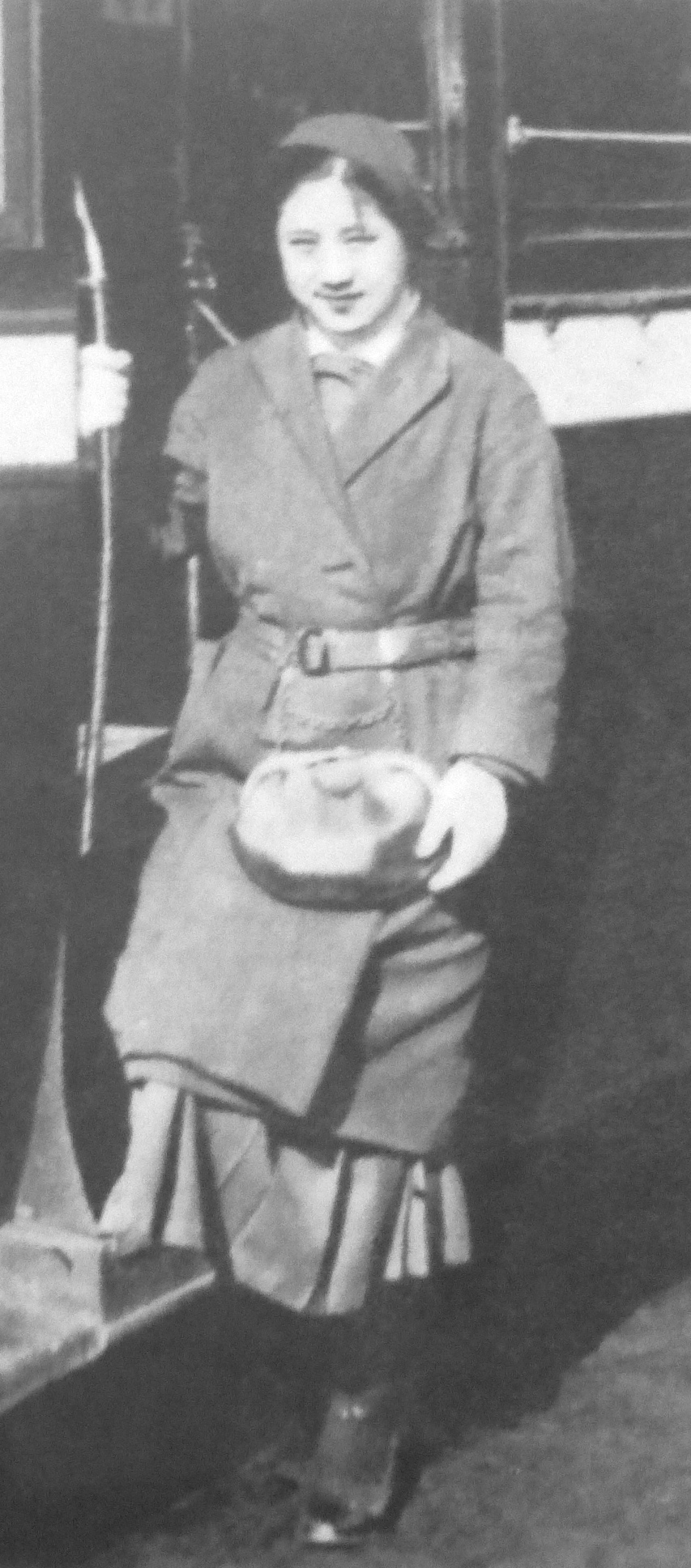
1934年頃の日本のバス車掌

バスガイドは、団体貸切バスや観光バス、定期観光バスに同乗し、観光地・名所旧跡についての解説や、乗客への車内サービス、下車誘導などを担う乗務員（車掌）。日本では東京乗合自動車が1925年（大正14年）12月25日、「ユーランバス」に初めて導入した。「バス」と、案内役を意味する「ガイド」を組み合わせた「バスガイド」という呼称は和製英語で、第二次世界大戦後に観光バスが再開された際、当時日本乗合自動車協会理事だった沢辺正明が「バスガイド」と名付けたといわれる。
バスガイドは日本発祥のサービスであり、日本以外ではバスツアーにバスガイドが付くことはあまりない。日本以外のパッケージツアー（パック旅行）では目的地ごとに現地ガイドと契約して観光地の案内を依頼する形態が多い。ただし、パッケージツアーによっては現地ガイドが初日から最終日まで同行するスルーガイドと呼ばれる形態が存在する。

## 資格
バスガイドは旅程の管理などを職務とする添乗員とは本質的に仕事の内容は異なる。
観光案内をしない運転者以外の乗務員を「ツアーメイト」「バスメイト」または単に「メイト」「車掌」「ボーイ」と呼ぶ。バス運転手に対するバックの誘導、乗客の乗降や道路横断時の注意、車内清掃が主な仕事で、旅行業界ではこれらの乗務員をバスガイドと呼ぶことはない。

## 雇用
雇用形態は、バス会社の正社員（公営事業者の場合は常勤一般職地方公務員）、もしくは嘱託など。最近では小規模観光バス会社の増加に伴い、バスガイド派遣業者の設立もみられ、派遣ガイドが増えている。
就業者のほとんどは女性である。（ごく一部ではあるが男性ガイドの例もみられる）
かつては幼稚園教諭、看護婦（看護師）、スチュワーデス（客室乗務員）などと並び、女性の憧れの職業で上位にランクインしていたが、近年では事業環境の変化による待遇の低下や新型コロナウイルスの影響により以前ほどの人気はない。しかし、恒例の「はとバス二十歳を祝う会」等の華やかな面は健在であり、苦境に立たされるバス業界に明るい活気をもたらしている。
「決定版　日本の給料＆職業図鑑　最強DXリニューアル版」（宝島社・2024年）によると、バスガイドの平均給料は25万円、生涯賃金は1億7200万円とされており、これは、歯科衛生士、刑務官、旅行代理店社員、ブライダルコーディネーター等と同額である。
運転士とペアで乗務すること、台数口（梯団）運行がある以上、服務管理は厳格に設定されている。女性の多い職種柄、寮などを備える会社も多い。
2024年には、奈良交通で初の男性バスガイドが誕生した。

## 料金体系
かつてのバスガイド料金はバス貸切料金に含まれており、観光バス・貸切バスには必ずバスガイドが全行程において乗務していたが、2000年2月1日に実施された道路運送法改正により、バス貸切料金とバスガイド料金は別料金とする制度に改められたため、バスガイドが乗務せず、あるいは行程において必要な部分だけガイドが乗務するケースが増えてきている。
案内する場所に特化したバスガイドもある。例えば、他地方のバスが、四国に入る直前に四国専門のガイドを乗せ、あるいは、東京のバスが京都に夜行で走り、京都で現地のガイドを乗せる、というように、その地方に特化したガイドを乗せることで、案内内容の充実を図り、現地に着くまでは運転手のみの運行で乗務に無駄を省く場合もある。下車観光地でも、バスガイドが全ての案内をせず、その観光地専門のガイドにゆだねる場合も多い。
一部の募集型企画旅行（格安ツアーなど）では、単価を抑える為にガイドの業務を添乗員が行う場合もある。
そのような現状もあり近年ではバスガイド自体が減少傾向にある。

## 主な職務内容

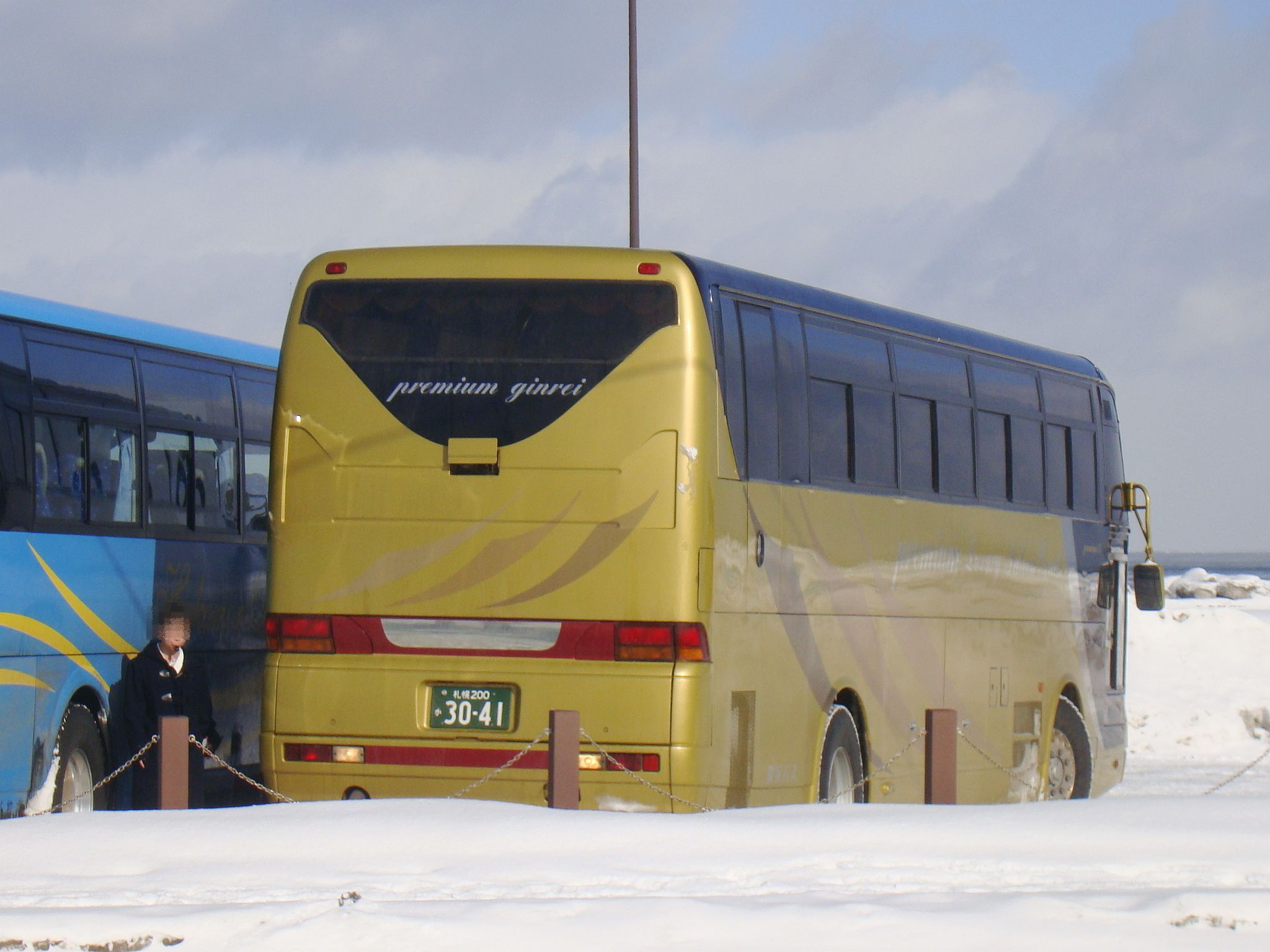
後退するバスと安全確認する銀嶺バスのガイド

通常は観光バス・定期観光バス1台につき1名乗務する。就業規則等により、乗務中の制服着用を義務付ける企業が大半である。乗務中のほとんどで乗客と接するため、バスガイドの印象は会社・旅行のイメージを左右することから、制服のデザインは運転士に比べてファッション性を重視したものになっている。
- 乗客への観光地や名所旧跡などの説明、案内。ご当地歌謡や民謡等の歌唱。この際以前は立って案内していたが、2008年改正道路交通法により座席着席案内になった。
- 地図によるナビゲーションや駐車時などのバスの誘導など、運転手の補助
後方誘導は、バックカメラや拡大鏡等が付いていない場合、後方確認が運転手からは難しく、かつては二人乗務が法的義務となっていた。ホイッスルの吹鳴間隔によるバスの誘導技術は今では余り見ることができない[要出典]。安房峠などの狭い峠道では、バスに先行して対向車を止める必要がある場合もあった。
- ドアの開閉、集合時刻の告知
- ビデオデッキやカラオケなど車内娯楽機器の取り扱いや、湯茶や飲料水の配布を行う場合がある。
- 事故発生時の乗客の誘導
- 乗客降車後に車内の清掃

## 新人バスガイドが受ける研修
ガイドのイメージはバス会社にとって重要な要素であるため、入社後の研修は厳しく、3カ月から最長で1年の研修期間を経て乗務に就くことが多い（研修期間はバス会社により異なる）。研修は発音練習から始まり、数百ページにものぼる観光地の地理や歴史を網羅した案内資料の学習と暗記、乗車教習、歌唱指導、車両誘導など多岐にわたる。
内容はバス会社により異なるが、新人バスガイドは入社後に集合研修を受け、接客、身だしなみ、発声・滑舌練習、挨拶の仕方、関連法規、会社概要、社規社則等を教わる。その後は配属先営業所毎に分かれ、車両の扱い方、バック誘導、事故発生時に乗客を安全に誘導するための実習等が行われる。

## 歴史

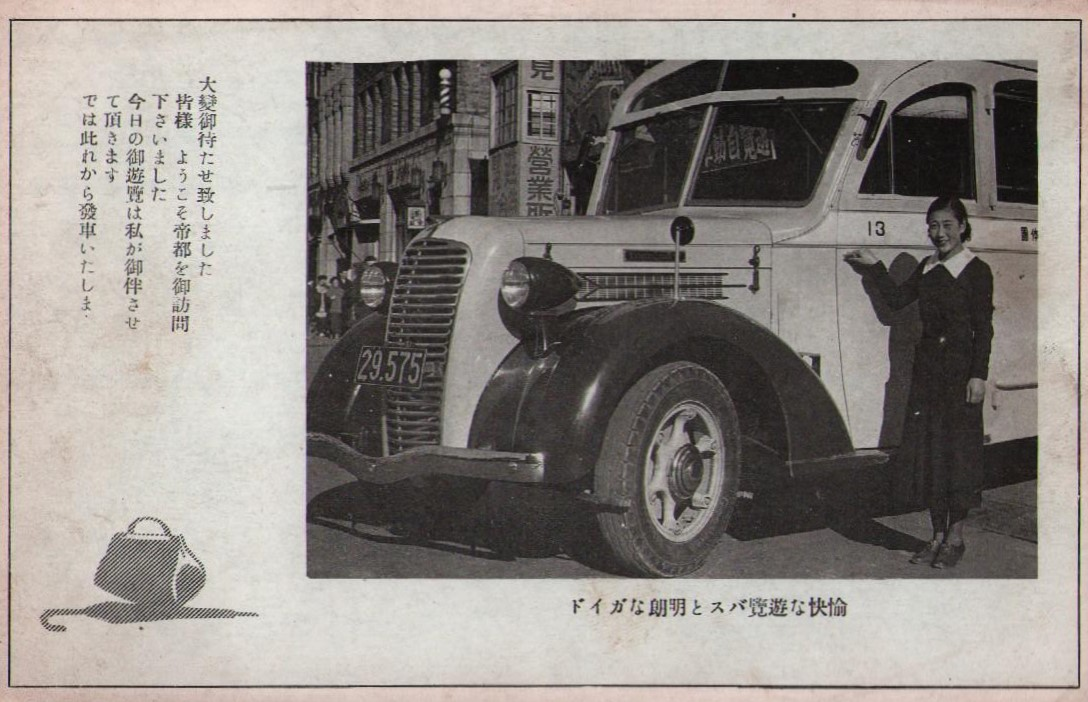
戦前の東京における遊覧用ボンネットバスと女性ガイド（当時の絵葉書）

1920年（大正9年）2月、東京市街自動車に女性車掌（白衿嬢）が乗務した。1924年12月20日、東京市営バスに女性車掌（赤襟嬢）が乗務した。1925年（大正14年）12月25日、東京乗合自動車（1922年に東京市街自動車を改称）が遊覧自動車に観光案内のため乗務させたのがバスガイド（当時は「案内係」と呼ばれた）の最初である。観光案内には豊富な知識が要するとされて、大学を卒業した男性のみを採用した。しかし案内能力は抜群に良かったが、それに見合う手当（当時帝国大学卒の初任給が60円、私大卒が50円だったところ、基本給60円、手当20円）や待遇を要し、かなりの高コストになってしまった。

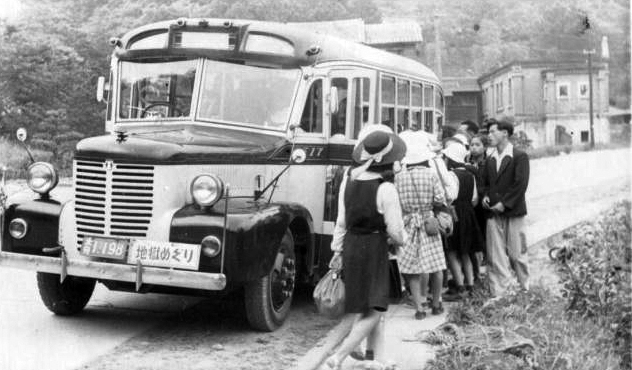
別府地獄めぐり定期観光バスのガイド（手前、1950年代）

今日のような女性バスガイドは1928年（昭和3年）1月、大分県別府市の亀の井遊覧自動車（現・亀の井バス）が地獄巡り遊覧バスを運行する際に、当時同社を経営していた油屋熊八が考案したのが嚆矢である。2009年（平成21年）3月30日に亡くなった村上アヤメは当時採用された第一号ガイドの一人である。若い女性の採用と、七五調による観光案内が大好評を博し、現在も別府温泉で運行されている国内で最も長い歴史を持つ定期観光バスである。現在の別府地獄めぐりコースでも当時の七五調ガイドが一部に用いられている。
同年7月、東京乗合自動車でも女性ガイドに切り替え、全国に女性バスガイドが波及した。戦後の1949年（昭和24年）に運行を開始したはとバスも、当初から女性ガイドでスタートしている。
大阪市の中央観光バス（現ジパング (大阪府)）において、観光ガイドは行わず、飲料の配布や客の接待のみに従事する、スチュワーデスと呼ばれる接待専門の乗務員も存在した（倒産後、現在はそのような事はない）。
1999年（平成11年）に改正された男女雇用機会均等法の施行で、男性バスガイドも採用されるようになったが、多くない。
なお、はとバスでは、1999年以前から外国人旅行者向けの定期観光バスに男性ガイドを採用していた

## バスガールの日
前述の東京市街自動車に女性車掌（白衿嬢）が乗務した日が1920年（大正9年）2月2日だったことから、毎年2月2日をバスガールの日と定めている。

## バスガイド経験者の著名人

### 芸能人
- 北野玲子：北海道中央バス
- 清姫舞（AV女優）
- 小橋亜樹：道北バス
- まきのめぐみ：国際興業バス
- 八代亜紀：九州産交
- YUKI (歌手)：北都交通
- 河村ようこ：東都観光バス
- 斉藤京子：はとバス

### 政治家
- 糸数慶子：沖縄バス、東陽バス

### 著作家
- 花房観音（小説家）

## 楽曲
- 東京のバスガール（初代コロムビア・ローズ）
- 邦子のかわい子ぶりっ子（バスガイド編）（山田邦子）

## 書籍
- 『ご指名!古都のバスガイド』（出版当時は奈良交通バスガイド、現：フリー・木島亜里沙著、2008年9月18日メディアファクトリー刊）